# Dipkarpaz
Dipkarpaz ou Rizokárpaso (grec moderne : Ριζοκάρπασο) est une ville de Chypre ayant en 2011 une population de 2 349 habitants.
Non loin de la ville se trouve la Plage Dorée.